# Bathyepsilonema pachysoma
Bathyepsilonema pachysoma är en rundmaskart som beskrevs av Steiner 1931. Bathyepsilonema pachysoma ingår i släktet Bathyepsilonema och familjen Epsilonematidae. Inga underarter finns listade i Catalogue of Life.